# Platyarachne episcopalis
Platyarachne episcopalis är en spindelart som först beskrevs av Władysław Taczanowski 1872.  Platyarachne episcopalis ingår i släktet Platyarachne och familjen krabbspindlar.
Artens utbredningsområde är Franska Guyana. Inga underarter finns listade i Catalogue of Life.